# Nicotikis incisipyge
Nicotikis incisipyge är en skalbaggsart som först beskrevs av Sylvain Auguste de Marseul 1883.  Nicotikis incisipyge ingår i släktet Nicotikis och familjen stumpbaggar. Inga underarter finns listade i Catalogue of Life.